# Monts, Indre-et-Loire
Monts är en kommun i departementet Indre-et-Loire i regionen Centre-Val de Loire i de centrala delarna av Frankrike. Kommunen ligger i kantonen Montbazon som tillhör arrondissementet Tours. År 2022 hade Monts 8 031 invånare.

## Befolkningsutveckling
Antalet invånare i kommunen Monts
Referens:INSEE